# Christopher Kubheka
 (juin 2024).
Jabu Christopher Kubheka est un acteur et mannequin sud-africain, ayant joué dans plusieurs films et séries télévisées, notamment dans les films Crazy Safari et The Long Run, ainsi que dans des séries telles que Yizo Yizo, Zone 14 et Vat'n Sit.

## Biographie

### Carrière
À la fin des années 1980, Christopher Kubheka commence sa carrière d'acteur dans les "arts créatifs positifs" de Zola à Soweto.  En 1991, il obtient le rôle de Xabo dans le film Crazy Safari, réalisé par Billy Chan, et se joint en 1999 à la première saison de la série dramatique de SABC1 : Yizo Yizo. Il y interprète avec succès le rôle de « Gunman » pendant trois saisons jusqu'en 2004.  En 2005, il intègre la série dramatique de SABC1 Zone 14 dans le rôle de « Bazooka Khumba ». Populaire auprès du public, il continue de jouer ce rôle pendant quatre saisons jusqu'en 2011.
Kubheka interprète le personnage secondaire de « Skhumba » dans la sitcom Vat 'n Sit en 2014.  Il apparait avec des rôles d'invités dans des films tels que Jacob's Cross, Zabalaza, A Place Called Home, Generations, Abo Mzala et Ses'Top La. En 2016, il joue dans la télénovela de SABC2 Keeping Score, dans le rôle de « Smokes », puis interprète la même année le personnage d'Edison dans la deuxième saison de la série comique de SABC1 "Thandeka's Diary".  Quelques jours avant son décès, il auditionne pour la série dramatique "Mzansi Magic Ring of Lies".
À côté de cette activité dramatique, Christopher Kubheka est également membre du groupe de musique Team Four, avec Innocent « Bobo » Masuku et Dumisani « Stix » Khumalo . Il avait l'intention de publier un album sous le label Kalawa Jazmee.

### Mort
Il meurt en 2017 d'un suicide par pendaison,,. Dans sa note de suicide, il explique que son acte aurait été engendré par une supposée relation adultère de sa femme. Ses funérailles sont reportées en raison d'un retard « considérable » dans les services médico-légaux de la province de Gauteng.

## Vie privée
Il était marié depuis 2010 à Cynthia Khumalo, et le couple aurait eu plus de dix enfants ensemble. Cependant, lors de son service commémoratif, sa femme déclarera qu'il est le père de vingt-quatre enfants. Dix autres enfants sont présentés ce jour-là.

## Filmographie
| Année | Film                | Rôle           | Genre           | Ref.   |
| ----- | ------------------- | -------------- | --------------- | ------ |
| 1991  | Crazy Safari        | Xabo           | Film            |        |
| 1999  | Yizo Yizo           | Gunman         | Série télévisée |        |
| 2001  | The Long Run        | Johannes       | Film            | [ 14 ] |
| 2005  | Zone 14             | Bazooka Khumba | Série télévisée |        |
| 2006  | A Place Called Home | invité         | Série télévisée |        |
| 2007  | Jacob's Cross       | Assassin n°1   | Série télévisée |        |
| 2013  | Generations         | Invité         | Série télévisée |        |
| 2013  | Zabalaza            | Phathu         | Série télévisée |        |
| 2014  | Vat 'n Sit          | Skhumba        | Série télévisée | [ 15 ] |
| 2014  | Ses'Top La          | invité         | Série télévisée |        |
| 2015  | Abo Mzala           | Crazy          | Série télévisée |        |
| 2015  | Gold Diggers        | Scar           | Série télévisée |        |
| 2016  | Keeping Score       | Smokes         | Série télévisée |        |
| 2016  | Thandeka's Diary    | Edison         | Série télévisée |        |